# Wilhelm Bauer

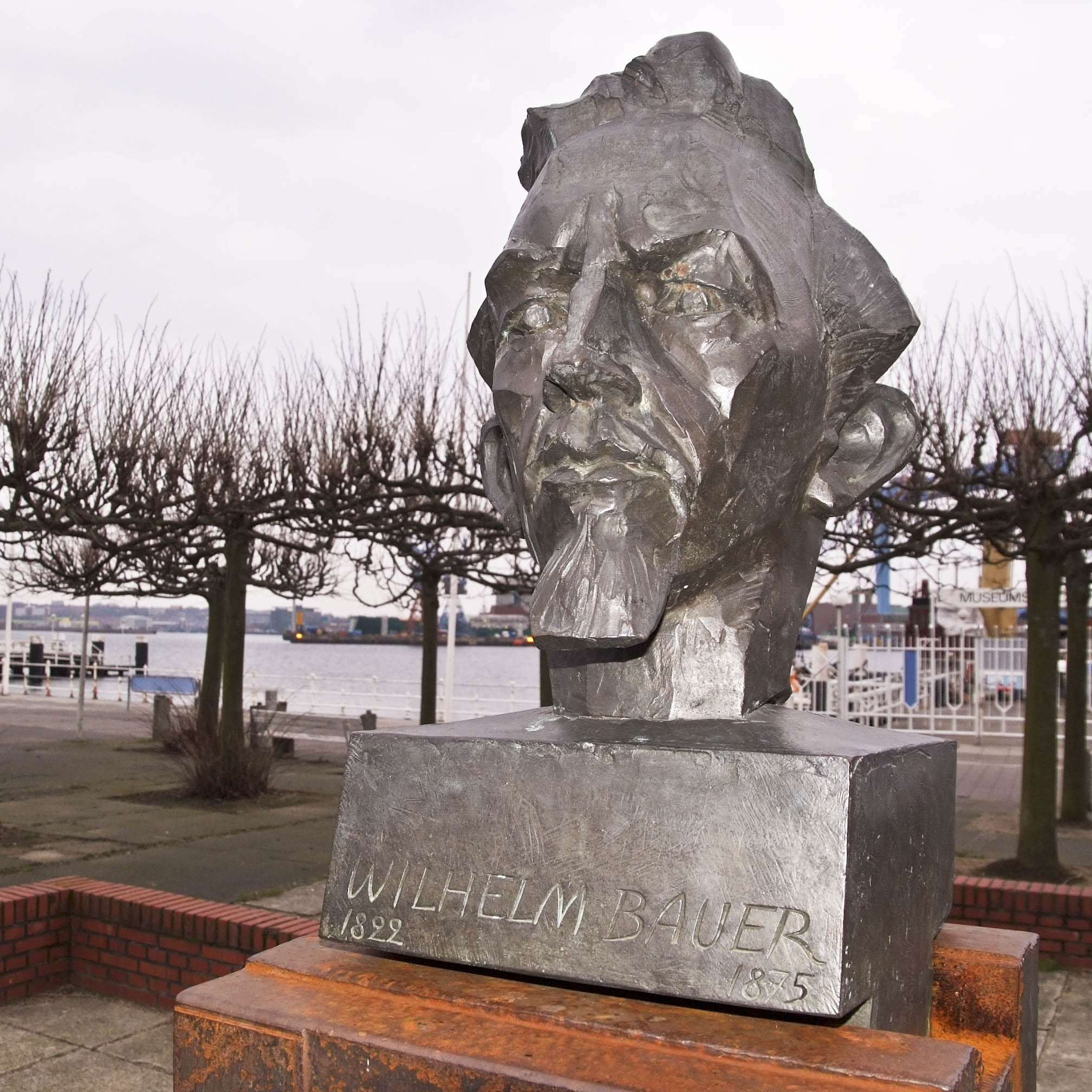
Escultura en Kiel, Alemania

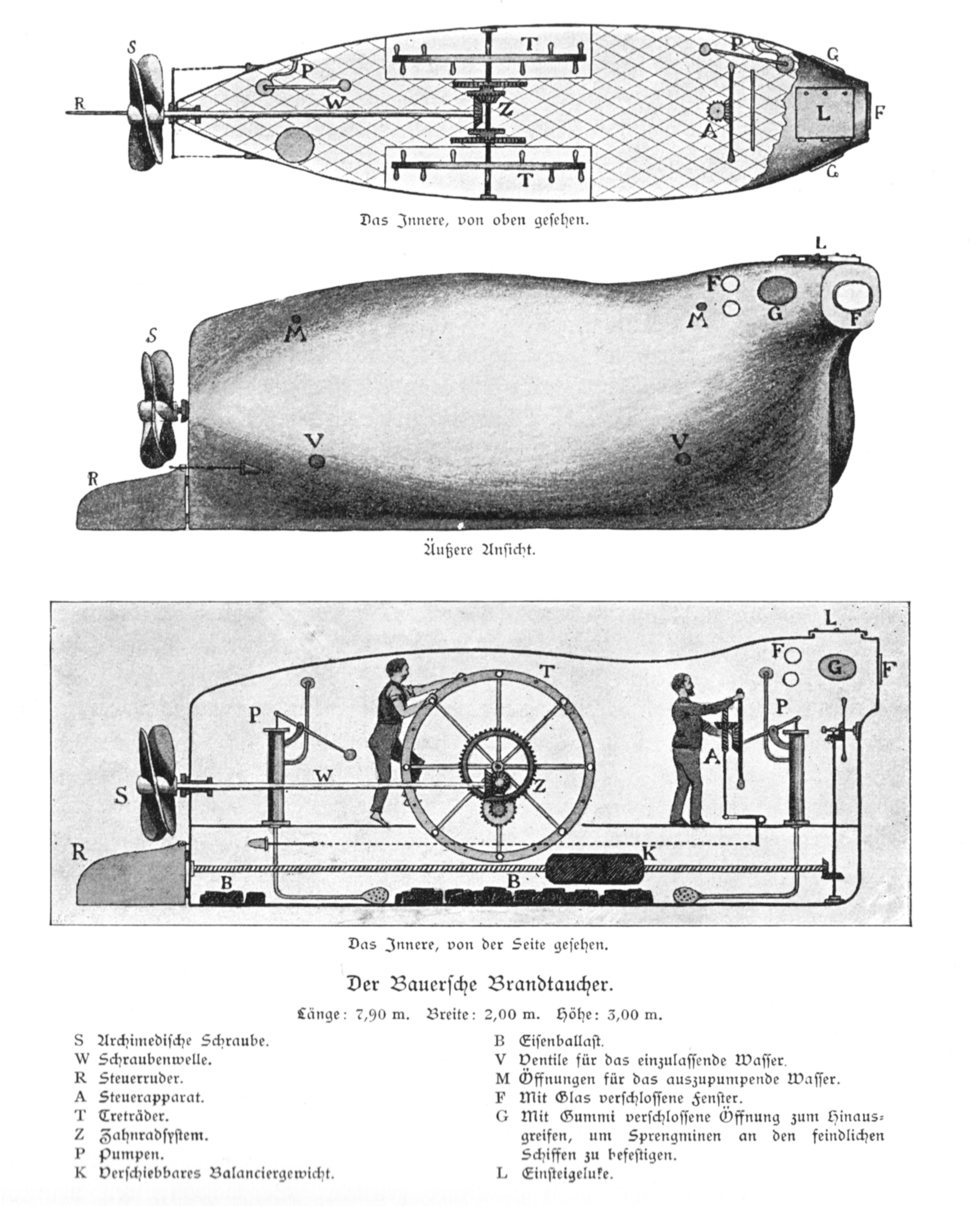
Plano esquemático del Brandtaucher

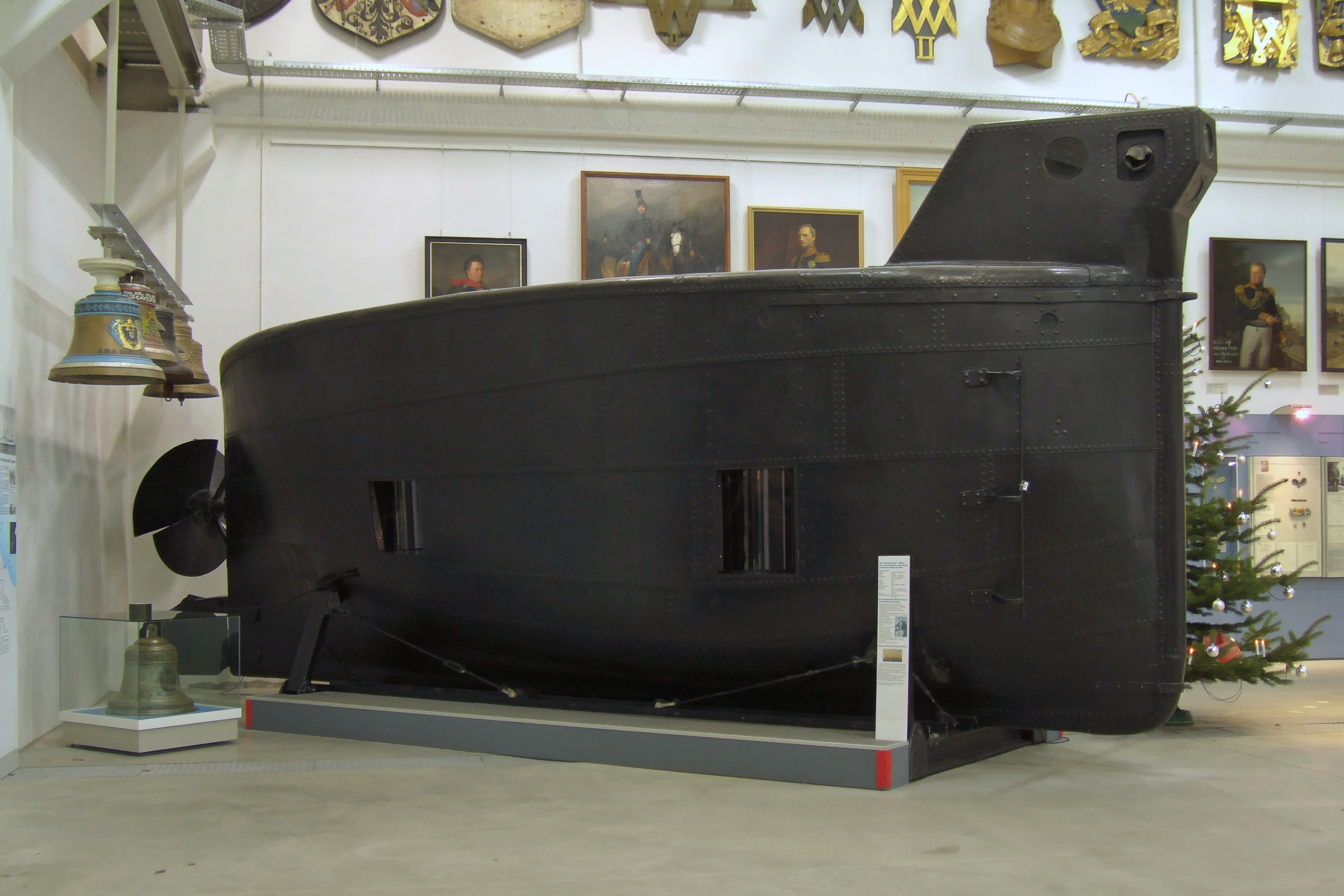
El Brandtaucher expuesto en Dresde

Wilhelm Bauer (23 de diciembre de 1822 - 20 de junio de 1875) fue un inventor e ingeniero alemán, que construyó varios submarinos de accionamiento manual.

## Semblanza
Bauer nació en Dilinga, en el reino de Baviera, en 1822. Su padre era sargento de un regimiento bávaro de caballería. Después de un aprendizaje como tornero de madera, Bauer también se unió al ejército. Formando parte de un regimiento de ingenieros de la artillería, presenció la primera guerra de Schleswig librada entre alemanes y daneses entre 1848 y 1851.
Al advertir que la costa de Prusia era fácilmente bloqueada por la armada danesa, Bauer desarrolló rápidamente un plan para construir un nuevo tipo de barco sumergible para evitar el cerco. Comenzó a estudiar hidráulica y construcción naval, aunque antes de que sus estudios pudieran avanzar significativamente, las tropas de la Confederación Germánica decidieron retirarse y entregaron Schleswig-Holstein a Dinamarca. Sin embargo, Bauer estaba decidido a realizar su plan a toda costa y dejó el ejército bávaro para unirse a las fuerzas de Schleswig-Holstein.
Resultó muy difícil si para Bauer, que solo tenía un rango militar bajo, lograr que sus planes fuesen admitidos por la burocracia militar, sin mencionar las dificultades para obtener los fondos necesarios para construir su submarino. Finalmente tuvo éxito con la ayuda, entre otros, de Werner von Siemens, y se le otorgó una pequeña suma para construir un modelo de su propuesta de submarino.

## SubmarinoBrandtaucher("Buceador incendiario")
Los brulotes o barcos incendiarios eran un procedimiento bien conocido para la ruptura de bloqueos navales. Consistía en cargar un barco con explosivos y liberarlo para que llegase a la deriva hasta la flota enemiga, haciéndolo explotar a continuación. El "buceador incendiario" se planeó para operar con un principio similar: se sumergiría debajo de una nave enemiga, colocaría una mina accionada eléctricamente en su casco y escaparía, haciéndola explotar desde una distancia segura. Todos los diseños de submarinos militares de la época empleaban más o menos la misma técnica, como el Explorer de Julius Kröhl; el U.S.S. Alligator de Brutus de Villeroi y el famoso Hunley, que se convirtió en el primer submarino en hundir una nave enemiga.
Después de que el modelo del submarino, construido por el propio Bauer, demostró ser operativo, se le otorgó suficiente dinero para construir un submarino a gran escala. Pero las autoridades militares todavía estaban en gran parte en contra del plan de Bauer, y le obligaron a cambiar sus diseños para reducir costos.
El Brandtaucher terminado, construido por August Howaldt del Howaldtswerke-Deutsche Werft, tenía 28 pies (8,53 m) de largo y pesaba alrededor de 70 000 libras (31,8 t). Como en ese momento no se disponía de un sistema de energía mecánica adecuado, el submarino estaba propulsado por dos marineros que giraban una gran rueda con las manos y los pies, que a su vez impulsaba una hélice. El tercer tripulante, el capitán, iba situado en la popa del submarino. Su trabajo consistía en operar los timones y otros controles. Habiendo llegado debajo del barco objetivo, el capitán extendería la mano a través de un guante de gutapercha (goma) fijado a una abertura del casco, cogería la mina ubicada a su alcance en el casco del submarino, y la fijaría en el objetivo.
Si el "Brandtaucher" se hubiera construido de acuerdo con los diseños originales de Bauer, se habría sumergido llenando varios tanques con agua de mar. Pero en la versión modificada, el barco en sí debía ser parcialmente "inundado" con agua, lo que volvía al submarino peligrosamente inestable. También hubo que reducir considerablemente el grosor del casco y las dimensiones de las bombas.
Las primeras pruebas del submarino tuvieron lugar en diciembre de 1850. Aunque Bauer quería introducir varias mejoras en el submarino, los militares organizaron una demostración pública el 1 de febrero de 1851, que casi terminó en un desastre. Después de alcanzar una profundidad de 30 pies (9,1 m), la embarcación comenzó a hundirse por la popa. Cuando el submarino se hundió, las delgadas paredes no pudieron soportar más la presión del agua y comenzaron a agrietarse. La presión del agua resultó ser demasiado para las bombas débiles y la rueda de la hélice se dañó cuando el barco comenzó a hundirse. El submarino se hundió lentamente hasta posarse sobre el fondo del puerto de Kiel.
Durante seis horas, Bauer y sus marineros tuvieron que esperar dentro de la embarcación hundida, hasta que se filtró suficiente agua. Esto aumentó la presión del aire dentro del submarino y finalmente permitió que los hombres abrieran la escotilla bloqueada. Como el submarino quedó posado sobre el fondo del mar, su tripulación salió a la superficie ilesa. Este fue el primer escape submarino que se presenció y del que se tiene noticia.
El submarino hundido se recuperó del fondo del mar en 1887, y ahora se puede contemplar en el museo de historia militar de Dresde, Alemania (Museo de Historia Militar de la Bundeswehr).

## Submarino Seeteufel ("Diablo marino")
Después del hundimiento del Brandtaucher, Bauer inmediatamente comenzó a hacer planes para un submarino mejorado y más grande. Pero el gobierno de Schleswig-Holstein se negó a apoyarle después de la mala experiencia con su primer submarino.
Entonces Bauer se fue de Schleswig-Holstein. En los años siguientes intentó conseguir apoyo para su invento en varios países, como el imperio austrohúngaro, el imperio británico o Francia. Finalmente, en 1855, firmó un contrato con el gran príncipe de San Petersburgo (Rusia). Durante ese año, Bauer construyó su segundo submarino, el Seeteufel (Diablo Marino o Rape) en San Petersburgo.
Se dispone de mucha menos información sobre este submarino que sobre el Brandtaucher. Sin embargo, se dice que era el doble de largo que su antecesor, y que tenía paredes de hierro de 1/2 de pulgada (13 mm) de espesor con 21 ventanas en ellas. Disponía de tres grandes cilindros para contener agua como lastre para sumergirse, y se diseñó para alojar 12 tripulantes.
Habiendo aprendido del desastre de su primera embarcación, Bauer proporcionó al "Diablo Marino" de un dispositivo de rescate recién inventado: la "cámara del buzo". A través de esta cámara, que funcionaba como un esclusa de aire, los buzos podían salir y entrar en la embarcación sumergida.
El Diablo Marino demostró ser un muy buen diseño. Realizó 133 inmersiones exitosas en cuatro meses. Pero durante la inmersión número 134, el submarino quedó atascado en la arena del lecho marino. Al vaciar los cilindros de agua con las bombas, la tripulación logró elevar el submarino lo suficiente como para que la escotilla quedara por encima de la línea de flotación. Toda la tripulación (incluido Bauer) se salvó, pero desafortunadamente, el submarino volvió a hundirse en el fondo del mar.

## Legado

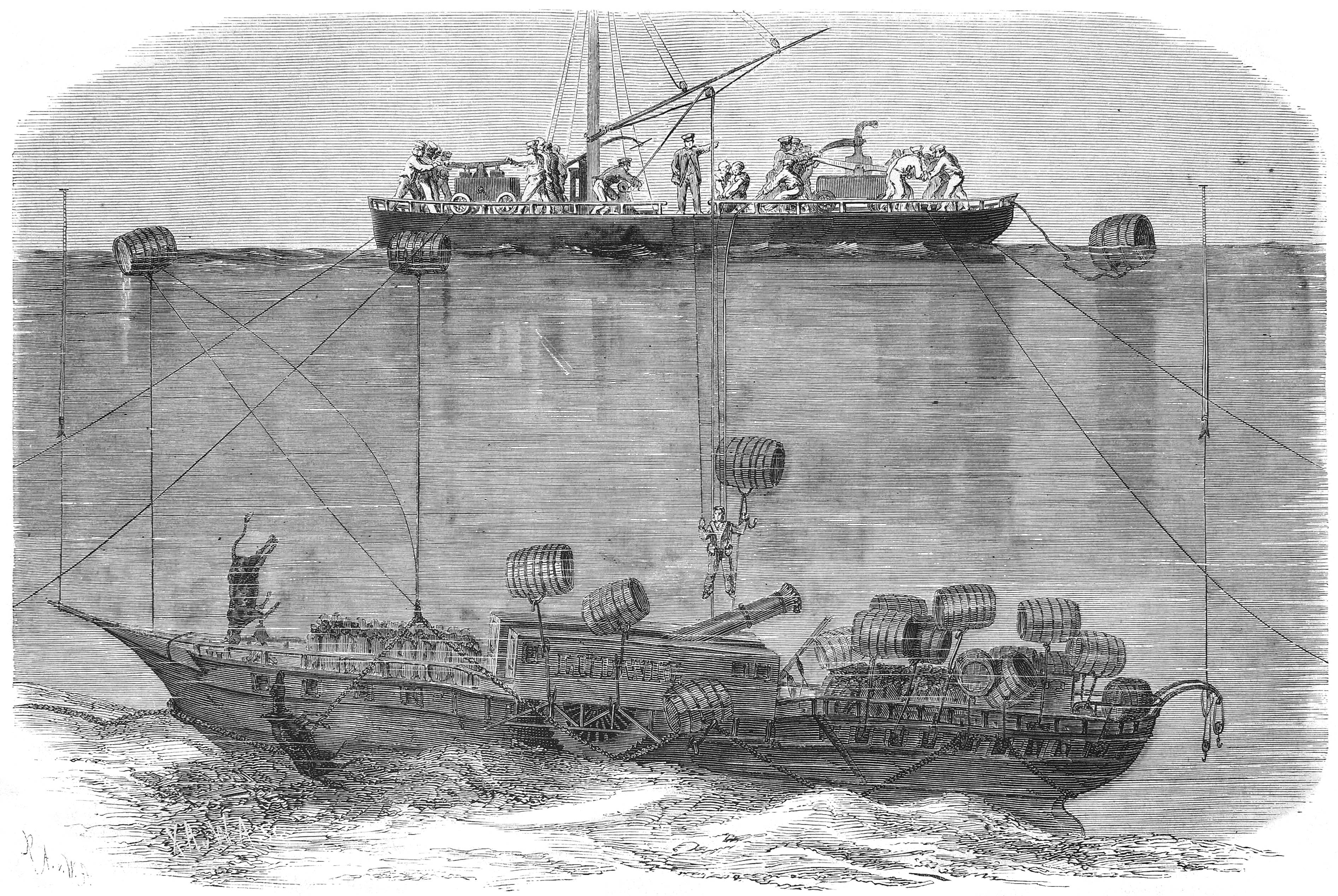
Izado en 1863 del Ludwig, un buque hundido en el lago Constanza (Die Gartenlaube)

Tras el hundimiento del Diablo Marino, Bauer abandonó Rusia. Al darse cuenta de que no encontraría apoyo para construir un nuevo submarino, emprendió otros proyectos. En 1863 logró izar un barco hundido utilizando globos inflables hechos de lona. Pero todos sus planes más ambiciosos fracasaron debido a la falta de fondos. Decepcionado, Bauer murió en 1875 en Múnich.
Sería un error afirmar que la flota de submarinos alemanes de las dos guerras mundiales descendía directamente de los prototipos de Wilhelm Bauer, aunque influyó en ellos. El submarino moderno comenzó su historia con las invenciones de Simon Lake y John Philip Holland. Sin embargo, los pioneros de los submarinos del siglo XIX (de Villeroi, Monturiol, Hunley y otros) conocían los esfuerzos de Bauer y se inspiraron e incluso sacaron ideas de su submarino.

En 1960, la Armada de Alemania renombró un submarino del Tipo XXI Wilhelm Bauer en su honor.

## Películas sobre Bauer
En 1941, el director alemán Herbert Selpin dirigió un película biográfica sobre Bauer con el título Geheimakte W.B.1 (Archivo secreto W.B.1; W.B = Wilhelm Bauer)), que se estrenó en 1942. Era una película de propaganda para fomentar la guerra de submarinos, cuya trama se basó en la novela Der Eiserne Seehund (El sello de hierro) de Hans Arthur Thies, publicada en 1941.
Zoran Simic, un cineasta de Kiel describió en su película documental Submarine Ingenieur la vida y obra de Bauer, y también los principios sobre los que construyó el "Brandtaucher", incluyendo numerosas secuencias gráficas en 3D con las que ilustra el funcionamiento del submarino. El 3 de febrero de 2008 se proyectó la versión de 57 minutos de la película en un cine local, en el centro de eventos KoKi, en Kiel.